# Willy Arend
Willy Arend (ur. 2 maja 1876 w Hanowerze  – zm. 25 marca 1964 w Berlinie) – niemiecki kolarz torowy, trzykrotny medalista mistrzostw świata.

## Kariera
Pierwszy sukces w karierze Willy Arend osiągnął w 1896 roku, kiedy zwyciężył w sprincie zawodowców podczas torowych mistrzostw kraju. W tej samej konkurencji najlepszy był również na rozgrywanych rok później mistrzostwach świata w Glasgow, a w latach 1897, 1898 i 1901 zdobywał mistrzostwo Europy w wyścigu na 10 km. W międzyczasie zdobył brązowy medal w sprincie podczas mistrzostw świata w Paryżu, gdzie wyprzedzili go tylko Francuz Edmond Jacquelin oraz Harrie Meyers z Holandii. Ostatni medal wywalczył na mistrzostwach w Kopenhadze w 1903 roku, gdzie był drugi za Duńczykiem Thorvaldem Ellegaardem. Łącznie zdobył pięć medali torowych mistrzostw Niemiec, w tym trzy złote. Dwukrotnie wygrywał w zawodach cyklu Six Days, a w 1901 roku był drugi w Grand Prix Kopenhagi oraz trzeci w Grand Prix Paryża. Nigdy nie wystąpił na igrzyskach olimpijskich.